# Royaume de Libye
1951–1969
Entités précédentes :
- Administration britannique de la Libye
- Territoire du Fezzan
- Émirat de Cyrénaïque

Entités suivantes :
- Libye

Le royaume de Libye (arabe : المملكة الليبية) était le régime politique de la Libye, de son passage en 1951 au statut d'État souverain, jusqu'en 1969. Après l'unification des anciens territoires de la Libye italienne, le nouvel État a accédé à l'indépendance le 24 décembre 1951 sous le nom de Royaume-Uni de Libye (arabe : المملكة الليبية المتحدة, al-Mamlakah al-Lībiyya al-Muttaḥida) sous l'autorité de l'émir Idris al-Sanussi, proclamé roi de Libye. Le pays était initialement une fédération des provinces de la Cyrénaïque, de la Tripolitaine et du Fezzan : la forme fédérale a été abandonnée lors de la révision constitutionnelle du 25 avril 1963, date à laquelle la monarchie libyenne a pris le nom de royaume de Libye. La monarchie libyenne a duré jusqu'au 1er septembre 1969, date du coup d'État mené par Mouammar Kadhafi.

## Historique

### Formation
À l'issue de la Seconde Guerre mondiale, le territoire de la colonie italienne de Libye se trouve partagé en deux, puis en trois. Après l'invasion du pays par les Alliés et le retrait des troupes italo-allemandes, le Royaume-Uni met en place une administration militaire sur la Tripolitaine et la Cyrénaïque, tandis que le Comité français de la Libération nationale institue sa propre administration dans le Fezzan. Le 1er mars 1949, Idris al-Sanussi, chef de la confrérie Sanussi, proclame l'indépendance de l'émirat de Cyrénaïque, avec le soutien des Britanniques, désireux de mettre sur pied dans la région un État proche de leurs intérêts. Dans les mois qui suivent, le futur statut de la Libye, sur laquelle l'Italie a officiellement renoncé à ses droits en 1947, est un objet d'incertitude et de contentieux entre puissances étrangères. L'Assemblée générale des Nations unies finit par trancher en votant, le 21 novembre 1949, une résolution stipulant que la Libye devra devenir un État indépendant et souverain avant le 1er janvier 1952. Le 18 janvier 1950, le Néerlandais Adrian Pelt prend ses fonctions de commissaire des Nations unies à Tripoli, assisté de dix représentants de pays membres de l'ONU, de représentants des trois régions, et d'un représentant des minorités. Des élections locales sont tenues en Tripolitaine et en Cyrénaïque, une Assemblée nationale est formée, les étapes suivantes étant la formation d'un gouvernement et la rédaction de la constitution. Le 25 novembre 1950, l'Assemblée nationale se réunit et, le 5 décembre, offre la couronne à Idris. Le 8 mars 1951, le premier gouvernement libyen, présidé par Mahmud al-Muntasser, prend ses fonctions. Le 7 octobre, la constitution est adoptée. Le 23 décembre, les représentants du Royaume-Uni et de la France transfèrent leurs pouvoirs et, le 24 décembre, le roi proclame à Benghazi l'indépendance du nouvel État.

### Premières années de la monarchie libyenne
Selon la constitution adoptée en 1951, le Royaume-Uni de Libye est une fédération des trois provinces de Cyrénaïque, de Tripolitaine, et du Fezzan. Le roi, chef de l'État, est également le chef des armées ; il nomme et révoque les ministres. L'islam est la religion officielle de l'État, qui reconnaît par ailleurs la liberté religieuse. Le Parlement fédéral se compose d'une Chambre des députés (avec 35 représentants de la Tripolitaine, 15 de la Cyrénaïque et 5 du Fezzan) et d'un Sénat de 24 membres moitié élu et moitié nommé par le roi. Chacune des trois provinces bénéficie d'un vali nommé par le roi d'une assemblée législative et d'un conseil exécutif de huit ministres. Une cour suprême fédérale est prévue pour arbitrer les conflits entre le pouvoir fédéral et les wilayas. Le pays a deux capitales, Tripoli et Benghazi, auxquelles vient par la suite s'ajouter la ville, reconstruite pour être la capitale administrative du pays, de El Beïda.
La Libye est en 1951 l'un des pays les plus pauvres de la planète avec un taux de 94 % d'analphabètes, seulement 18 diplômés de l'enseignement supérieur et aucun docteur en médecine. La mortalité infantile atteint 40 % et le revenu moyen s'élève à 15 livres libyennes. Le Royaume-Uni conserve une forte influence en Libye et obtient, par un traité du 29 juillet 1953, l'usage pour vingt ans de bases militaires en échange d'une aide financière au nouvel État. D'anciens fonctionnaires britanniques de l'administration militaire, demeurés en Libye, sont des consultants très écoutés. Les États-Unis versent également une aide à la Libye, et obtiennent en 1954 de continuer à utiliser la base aérienne de Wheelus, à l'est de Tripoli. La France, par contre, évacue ses forces en 1955. L'Italie, par un traité du 2 octobre 1956, accorde des dommages de guerre à son ancienne colonie, mais, si elle cède les biens relevant du domaine de l'État du parti fasciste, obtient la reconnaissance des terres accordées à ses ressortissants : dans les années 1960, environ 27 000 Italiens (environ 3 % de la population de la Libye d'alors), pour beaucoup propriétaires terriens, continuent de vivre en Libye. Le pays adhère en 1953 à la Ligue arabe et, en 1955, à l'ONU,.
La vie politique du royaume souligne la fragilité de l'unité nationale. L'autorité monarchique est bien plus acceptée en Cyrénaïque qu'en Tripolitaine : Idris a d'ailleurs été fraîchement accueilli lors de sa première visite à Tripoli en mai 1951. La Libye organise, le 19 février 1952, ses premières élections générales : les candidats d'opposition du Congrès national remportent la majorité en Tripolitaine, mais les candidats pro-gouvernementaux sont déclarés vainqueurs partout ailleurs. L'annonce du résultat des élections entraîne des troubles, bientôt réprimés par la troupe; le roi et son Premier ministre Mahmoud al-Montasser obtiennent l'expulsion de Bachir Saadawi, chef du Congrès national, privant le pays d'une figure politique importante. Tous les partis politiques sont interdits par le gouvernement, et les autres organisations font l'objet d'un contrôle rigoureux,,.

### Troubles dynastiques
Le 5 octobre 1954, un cousin du roi, Cherif Muhi el-Din, assassine le conseiller royal Ibrahim Chelhi. Le meurtrier est condamné à mort et exécuté : cet épisode a de lourdes conséquences politiques, car le roi prive de droits dynastiques toute une partie de la famille royale, jugée trop liée au condamné. Par ailleurs, le roi, vieillissant et sans héritier direct, délaisse progressivement Benghazi pour s'installer à Tobrouk, qu'il ne quitte plus qu'à de rares occasions. Si la personne du roi, homme pieux et sans affectation, ne fait l'objet d'aucune critique, le poids politique de la famille royale et son emprise sur la vie politique s'en trouvent réduits.

### Découverte du pétrole
En 1956, la découverte de gisements de pétrole bouleverse l'économie de la Libye. Les recherches commencent l'année précédente, une loi accorde la répartition des concessions entre treize compagnies. C'est la Libyan American Oil qui découvre la première un gisement encore modeste, non loin de l'Algérie, le 30 avril. Le 10 juin 1959, Esso standard libyan découvre un gisement beaucoup plus important, suivi par d'autres compagnies. Le 12 septembre 1961, le terminal de Marsa El Brega livre son premier chargement aux tankers. Si les royalties qu'en retire le Royaume sont d'abord modestes, ces nouvelles ressources n'en sont pas moins inespérées. En 1965, le pays est devenu le premier producteur de pétrole d'Afrique,.

### Réformes et tensions politiques
La découverte du pétrole enrichit l'État, mais provoque des tensions sociales : la hausse des prix suscitée par l'afflux de nouveaux revenus suscite une grève générale le 10 septembre 1961. Le gouvernement réagit durement et procède en décembre à des arrestations, suivies de condamnations. Le climat politique s'alourdit, et la monarchie subit les critiques des sympathisants des Frères musulmans, du nassérisme ou du Parti Baas.
Le 25 avril 1963, une nouvelle Constitution est promulguée : la structure fédérale est abandonnée, le pays prenant le nouveau nom de royaume de Libye. Les assemblées et les gouvernements provinciaux disparaissent, et les vali deviennent de simples préfets. La réforme vise à moderniser l'administration économique du pays, ainsi qu'à réduire le poids politique des Tripolitains, considérés avec méfiance par le gouvernement royal.
Le mécontentement populaire demeure présent en Libye, où le développement urbain, qui ne s'est pas accompagné de logements suffisants, a suscité l'apparition de bidonvilles. Pour parer aux problèmes sociaux, le gouvernement lance en 1966 le Idris Housing plan, ainsi qu'une politique de grands travaux : de nouveaux aéroports sont construits, des routes rénovées et la ville d'El Beida est reconstruite pour devenir la troisième capitale du pays. La rente pétrolière fait par ailleurs augmenter le revenu moyen de manière très substantielle.
Les effets pratiques des mesures tardent cependant à se faire pleinement sentir. La guerre des Six Jours, en 1967, fait ressortir avec violence le malaise social et politique. Le 2 juin, répondant à l'appel des mosquées qui prêchent la guerre sainte, des foules descendent dans les rues et s'en prennent aux Juifs et aux Occidentaux, dont les résidents italiens. Plusieurs milliers de Juifs, d'Américains et d'Européens doivent être évacués. La radio égyptienne, très écoutée par les jeunes, contribue à entretenir le nationalisme. Le 24 octobre, le roi nomme un nouveau Premier ministre, Abdulhamid al-Bakkush, mais ce dernier ne parvient pas à calmer le mécontentement de la jeunesse, et quitte ses fonctions dès septembre 1968.
Le roi semble néanmoins avoir la situation en main, grâce notamment au soutien de la Force de défense de Cyrénaïque, nettement plus puissante que l'armée régulière : le monarque, à la fin des années 1960, songe à sa succession. Le 12 juillet 1969, lorsqu'Idris Ier part en Turquie pour suivre sa cure annuelle, il semble décidé à abdiquer pour laisser le trône à son neveu le prince Hassan Reda.

### Renversement de la monarchie
Le mécontentement persistant suscite l'apparition, au sein de l'armée, d'un mouvement dit des « officiers unionistes libres », ambitionnant d'émuler le mouvement des officiers libres de Nasser en Égypte. Créé dès 1964, le « Comité central » du mouvement compte parmi ses membres dirigeants le jeune officier Mouammar Kadhafi. Ayant constaté l'impossibilité d'organiser une révolution populaire pour renverser la monarchie, les officiers font le choix de la méthode du coup d'État, longuement préparé par une méthode de noyautage de l'armée et le recrutement de nouveaux membres. Kadhafi impose aux conjurés une discipline stricte, et des règles draconiennes d'hygiène de vie. Une première date prévue pour le coup d'État, le 12 mars 1969, est abandonnée, car la présence d'une partie des officiers supérieurs à un récital de Oum Kalthoum rend leur arrestation impossible. La date du coup d'État est finalement fixée au 1er septembre, veille du départ prévu d'une partie des jeunes officiers pour un stage au Royaume-Uni. Les conjurés, en contact avec les services secrets égyptiens, avaient également été informés par ces derniers que le roi prévoyait, le 2 septembre, d'annoncer son abdication en faveur du prince Hassan Reda.
Dans la nuit du 31 août au 1er septembre, alors que le roi se trouve toujours à l'étranger, les officiers investissent, à Tripoli et Benghazi, les différents lieux stratégiques. Vers deux heures du matin, le prince héritier, ainsi que les principaux dirigeants gouvernementaux et officiers supérieurs, sont arrêtés sans difficultés. Quelques échanges de coups de feu ont lieu, mais la prise de pouvoir se fait avec un minimum d'effusion de sang. À l'aube, Mouammar Kadhafi lit à la radio le premier communiqué du Conseil de commandement de la révolution, partiellement improvisé et annonçant la mise en place d'un gouvernement républicain. Lui-même, ainsi que les autres membres du Conseil, demeurent anonymes pour raisons de sécurité. L'après-midi, le prince héritier Hassan Reda lit une déclaration annonçant son renoncement au trône et demandant au peuple de collaborer avec le nouveau régime ; son fils dira plus tard qu'il avait lu le communiqué « un pistolet sur la tempe ». En l'espace de trois jours, les résistances ont cessé en Libye. Le roi Idris, surpris par la nouvelle durant son déplacement à l'étranger, tente vainement d'obtenir l'aide du Royaume-Uni. Ce n'est que le 8 septembre que le nom de Kadhafi est publiquement révélé, lors de sa nomination au grade de colonel et au poste de commandant des forces armées. La composition du Conseil de commandement de la révolution, qui fait office de gouvernement provisoire, n'est divulguée que quatre mois plus tard. Le 11 décembre 1969, une « Proclamation constitutionnelle » fixe provisoirement les pouvoirs et la forme de gouvernement de la République arabe libyenne, Kadhafi étant chef de l'État en tant que président du Conseil de commandement de la révolution.